# Tamra Rosanes
Tamra Hope Rosanes (født Tamra Hope Miller 24. oktober 1951 i Croton-on-Hudson, New York) er en dansk-amerikansk sanger og sangskriver.
Rosanes er uddannet talepædagog i New York. Hun kom til Danmark i 1972 hvor hun giftede sig med Danskeren Mikael Rosanes. Tamra begyndte allerede året efter  at optræde som countrysanger i ViseVersehuset i Tivoli , hvor Thøger Olesen var den første der gav Tamra et sangjob. Allerede i 1974 medvirkede hun på sit første album, Just Another Revolution med Brødrene Olsen fra 1974. Hun dannede samme år Flair med bl.a. Sanne Salomonsen og i 1979 countrygruppen The Pack. I 1980'erne var hun korsanger for bl.a. Nanna og Blast. Hun gik solo i 1987 med popalbummet 22, men har siden 1988 helliget sig countrymusikken.
I 1994 fik hun en Grammy for albummet Foot Loose, der blev kåret til Årets Danske Folk/Country/Blues Udgivelse. Sammen med Lis Sørensen og Sanne Salomonsen dannede hun i 2001 trioen Cowgirls. Hun deltog i Melodi Grand Prix 2005 med Peace, Understanding and Love, der endte som nr. 5.
Tamra og Rockabilly Heart modtog honor of Rockabilly Cd Of the Year ved "America's Traditional Old TIme Country Music Festival" i Lemars, Iowa, USA.
Rosanes er fraskilt fra Mikael Rosanes og  Peter Aude. I juni 2018 fik Gentofte-borgeren sit danske pas og har derfor nu dobbelt statsborgerskab (både dansk og amerikansk statsborger) Blev 20 august gift med Erling Højsgaard.